# Pobé (ort i Benin)
Pobé är en ort i Benin.   Den ligger i departementet Plateau, i den södra delen av landet, 50 km norr om huvudstaden Porto-Novo. Pobé ligger 136 meter över havet och antalet invånare är 32 983.
Terrängen runt Pobé är huvudsakligen platt. Pobé ligger uppe på en höjd. Det finns inga andra samhällen i närheten.
Omgivningarna runt Pobé är en mosaik av jordbruksmark och naturlig växtlighet. Runt Pobé är det ganska tätbefolkat, med 90 invånare per kvadratkilometer.